# Lyogyrus granum
Lyogyrus granum är en snäckart som först beskrevs av Thomas Say 1822.  Lyogyrus granum ingår i släktet Lyogyrus och familjen tusensnäckor. Inga underarter finns listade i Catalogue of Life.